# Teatro Filarmónica
El Teatro Filarmónica es un teatro de la ciudad española de Oviedo (Principado de Asturias). Está situado en la calle Mendizábal junto a la plaza Porlier en un solar de 871,23 m³; y fue inaugurado el 17 de mayo de 1944. 
Fue remodelado en el año 2004, siendo reinaugurado al año siguiente. Es la sede de la Sociedad Filarmónica de Oviedo, fundada el 2 de marzo de 1907, con el fin de difundir la música de manera altruista y que contaba con 30 socios en su inicio. Durante varios años funcionó también como cine comercial.

## Descripción

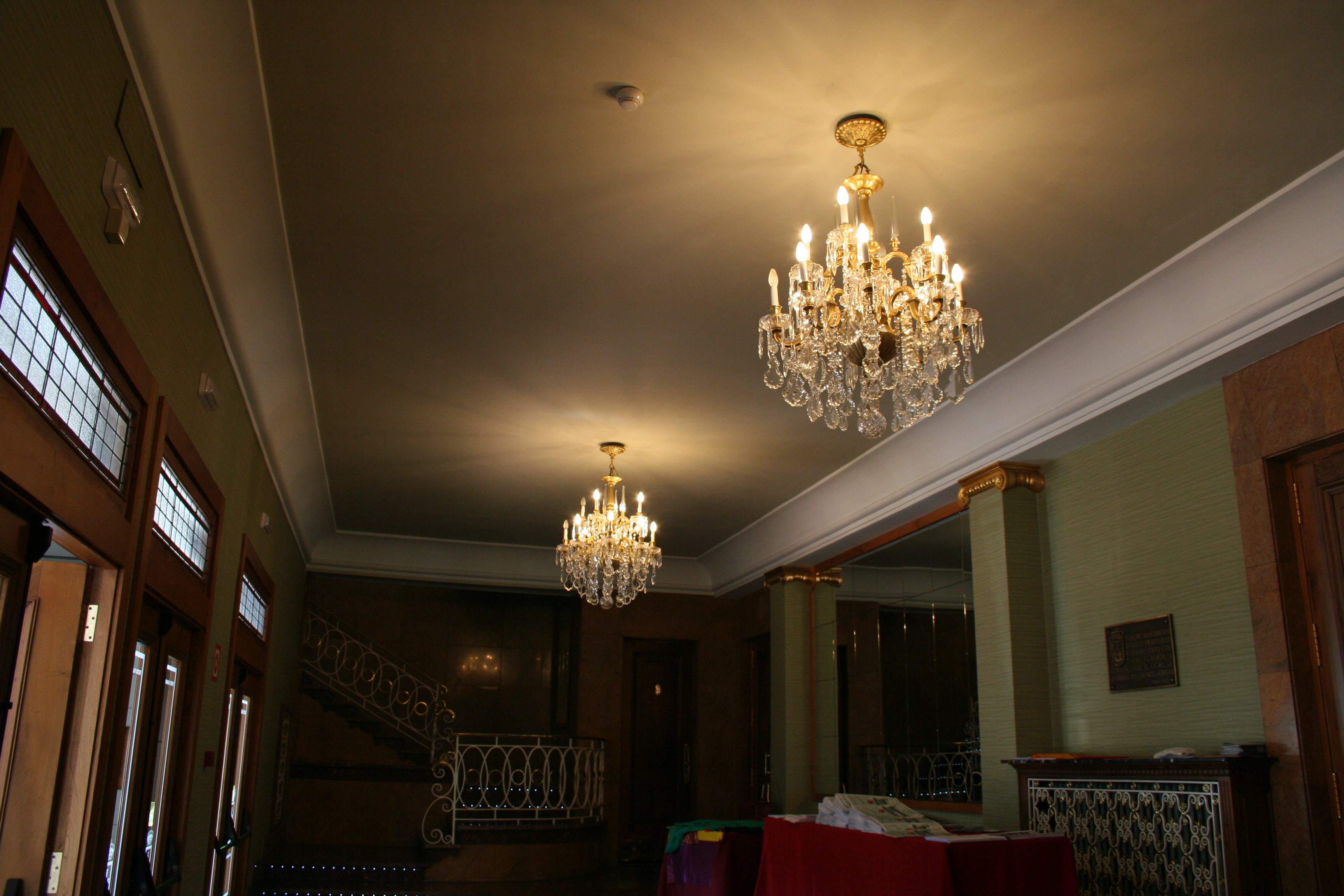
Hall del teatro.

Se trata de una fachada de estilo racionalista, con varias hileras de balcones y ventanas y una marquesina exterior. A través de la escalera se accede a un elegante hall. 
El edificio cuenta con un sótano en el que se hallan los almacenes, mientras que en la que se encuentran los camerinos, el escenario, la sala de maquillaje, la zona de butacas y la entrada. En la primera planta se encuentra el bar. La sala de espectadores cuenta con patio de butacas y un piso de palcos y general. 
El escenario es pequeño por lo que desde un principio el teatro se enfrenta al problema de no poder representar obras con grandes orquestas o decorados, teniendo disponible para estos montajes el cercano Teatro Campoamor. El aforo del teatro es de 800 localidades.